# Kermakku
Kermakku é um bolo tradicional da culinária da Finlândia.
É preparado com natas ácidas, cardamomo, gengibre, manteiga, açúcar, ovos, farinha de trigo e baunilha, entre outros ingredientes possíveis. Estes ingredientes misturados são colocados numa forma redonda, que é depois levado a cozinhar no forno.
Após ser cozido, o bolo apresenta uma consistência esponjosa e leve.